# Amerikansk gåshirs
Amerikansk gåshirs (Eleusine tristachya) är en gräsart som först beskrevs av Jean-Baptiste de Lamarck, och fick sitt nu gällande namn av Jean-Baptiste de Lamarck. Enligt Catalogue of Life ingår Amerikansk gåshirs i släktet gåshirser och familjen gräs, men enligt Dyntaxa är tillhörigheten istället släktet gåshirser och familjen gräs. Arten förekommer tillfälligt i Sverige, men reproducerar sig inte. Inga underarter finns listade i Catalogue of Life.